# Clima oceânico

Distribuição das regiões de clima oceânico pelo mundo.
Cfb
Cfc
Cwb
Cwc

Clima oceânico, também conhecido como clima marítimo ou clima temperado oceânico, é a classificação de Köppen do clima típico das costas ocidentais nas latitudes médias mais altas dos continentes e geralmente apresenta invernos frios (em relação à latitude) e verões frescos, mas não frios, com uma faixa de temperatura anual relativamente estreita e poucos extremos de temperatura, com exceção para áreas de transição para climas continentais, subárticos e de altitude. O clima oceânico é definido como uma temperatura média mensal abaixo de 22 °C no mês mais quente e acima de 0 °C ou −3 °C no mês mais frio. Esse tipo de clima geralmente é causado pelo fluxo terrestre dos oceanos frios e de alta latitude encontrados a oeste de sua localização.
Falta tipicamente uma estação seca, pois a precipitação é mais uniformemente dispersa ao longo do ano. É o tipo de clima predominante em grande parte da Europa Ocidental, incluindo o Reino Unido e Irlanda, Nova Zelândia, a região do Noroeste Pacífico dos Estados Unidos e Canadá, partes central do México, sudoeste da América do Sul, sul e sudeste do Brasil, sudeste da Austrália, incluindo a Tasmânia, além de regiões isoladas em outros lugares. Os climas oceânicos são geralmente caracterizados por uma faixa anual de temperaturas mais estreita do que em outros lugares a uma latitude comparável, e geralmente não têm os verões extremamente secos dos climas mediterrânicos ou os verões quentes de climas subtropicais úmidos. Os climas oceânicos são mais dominantes na Europa, onde se espalham muito mais para o interior do que em outros continentes.
Os climas oceânicos podem ter uma atividade considerável de tempestades, pois estão localizados no cinturão dos tempestades do oeste. Muitos climas oceânicos têm frequentes condições nubladas devido às tempestades quase constantes e aos baixos rastreios sobre ou perto delas. A faixa anual de temperaturas é menor do que o clima típico nessas latitudes devido às constantes massas de ar marinho estáveis que passam pelos climas oceânicos, que carecem de frentes muito quentes e muito frias.

## Precipitação
Locais com climas oceânicos tendem a apresentar condições nubladas e com precipitação, embora possam experimentar dias claros e ensolarados. Londres é um exemplo de cidade com clima oceânico. Experimenta precipitação confiável e constante durante todo o ano. Apesar disso, as tempestades são bastante raras, pois massas de ar quente e frio se encontram com pouca frequência na região. Na maioria das áreas com clima oceânico, a precipitação ocorre na forma de chuva durante a maior parte do ano. No entanto, algumas áreas com esse clima sofrem queda de neve anualmente durante o inverno. A maioria das zonas climáticas oceânicas, ou pelo menos uma parte delas, experimenta pelo menos uma queda de neve por ano. Nos locais polares da zona climática oceânica (clima oceânico subpolar, descritos em maiores detalhes abaixo), a queda de neve é mais frequente e comum.

## Temperatura
As características gerais de temperatura dos climas oceânicos apresentam temperaturas frias e extremos de temperatura pouco frequentes. Na classificação climática de Köppen, os climas oceânicos têm uma temperatura média de 0 °C ou −3 °C ou superior no mês mais frio, em comparação com os climas continentais nos quais o mês mais frio tem temperatura média abaixo de 0 °C ou −3 °C. Os verões são frescos, com o mês mais quente com temperatura média abaixo de 22 °C. Em relação a este último há uma zona do clima oceânico subpolar acima mencionado (tipo Köppen Cfc), com invernos longos, mas relativamente amenos (por latitude) e verões frescos e curtos (temperaturas médias de pelo menos 10 °C por uns três meses). Exemplos desse clima incluem partes do litoral da Islândia e Noruega, as Terras Altas da Escócia, as montanhas da Ilha de Vancouver e Haida Gwaii no Canadá, no Hemisfério Norte e extremo sul do Chile e Argentina no Hemisfério Sul (exemplos incluem Ushuaia e Punta Arenas), o planalto central da Tasmânia e partes da Nova Zelândia.

## Causas
Os climas oceânicos nem sempre são necessariamente encontrados em locais costeiros nos paralelos mencionados. No entanto, na maioria dos casos, os climas oceânicos são paralelos aos oceanos de latitude média mais alta. A corrente de jato, que se move na direção oeste-leste através das latitudes médias, avança sistemas de baixa pressão, tempestades e frentes. Nas áreas costeiras das latitudes médias mais altas (45–60° de latitude), o fluxo terrestre predominante cria a estrutura básica da maioria dos climas oceânicos. Os climas oceânicos são um produto e reflexo dos oceanos adjacente a eles. No outono, inverno e início da primavera, quando a corrente de jato polar é mais ativa, a passagem frequente dos sistemas climáticos marinhos cria neblina frequente, céu nublado e chuviscos leves, frequentemente associados aos climas oceânicos. No verão, a alta pressão empurra os ventos do oeste predominantes ao norte de muitos climas oceânicos, criando frequentemente um clima mais seco no verão (por exemplo, na costa noroeste da América, banhada pelo Oceano Pacífico).
A Corrente do Golfo do Atlântico Norte, uma corrente oceânica tropical que passa ao norte do Caribe e sobe a costa leste dos Estados Unidos até a Carolina do Norte, depois segue para leste-nordeste para os Açores em Portugal, modifica bastante o clima do noroeste da Europa. Como resultado da Corrente do Golfo, as áreas da costa oeste localizadas em altas latitudes como a Irlanda, o Reino Unido e a Noruega têm invernos muito mais amenos (por sua latitude) do que seria o caso. Os atributos das terras baixas da Europa Ocidental também ajudam a direcionar massas de ar marinho para áreas continentais, permitindo que cidades como Dresden, Praga e Viena tenham climas marítimos, apesar de estarem localizadas no interior do continente.

## Locais

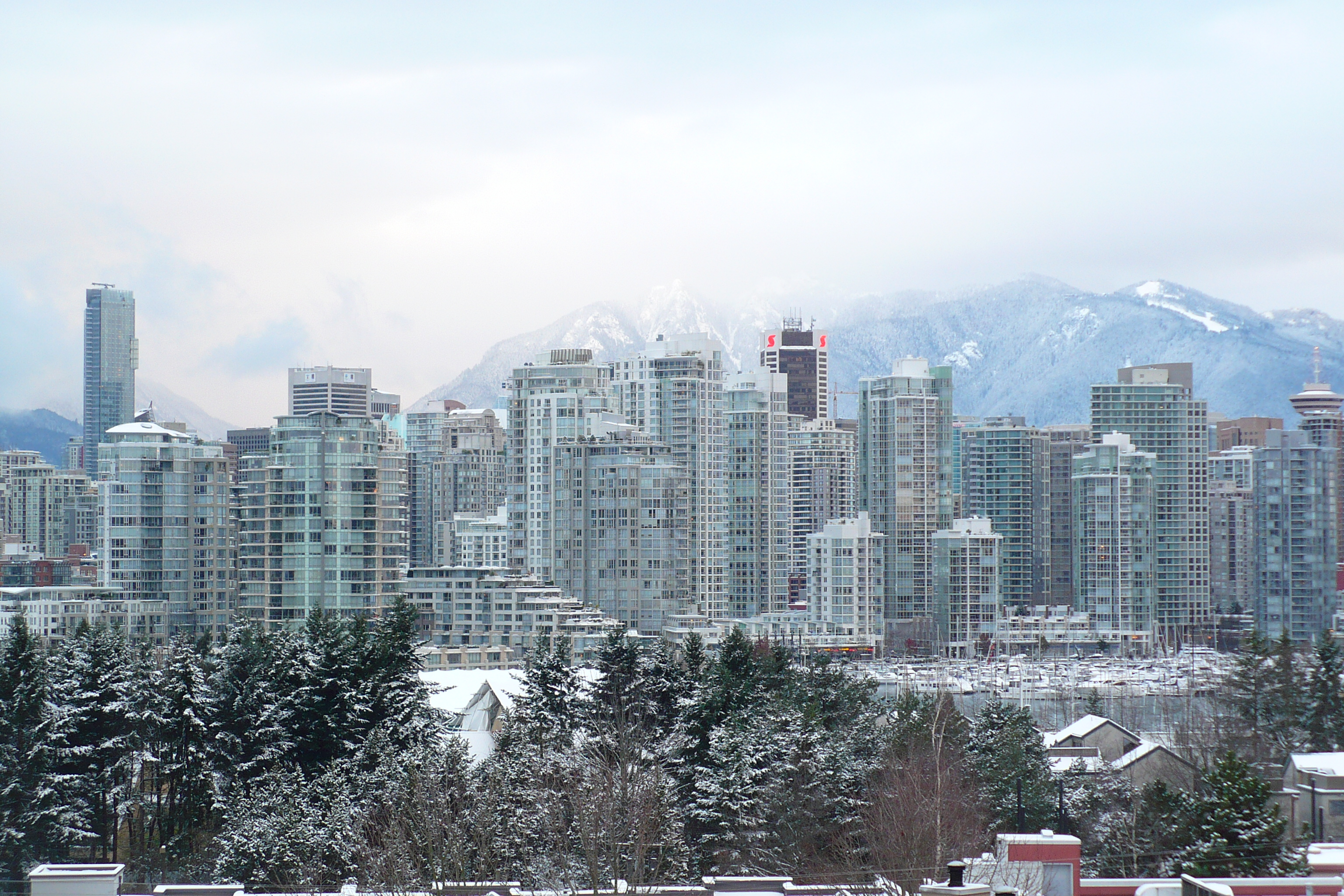
Vancouver no Canadá, é um exemplo de cidade com clima temperado oceânico.

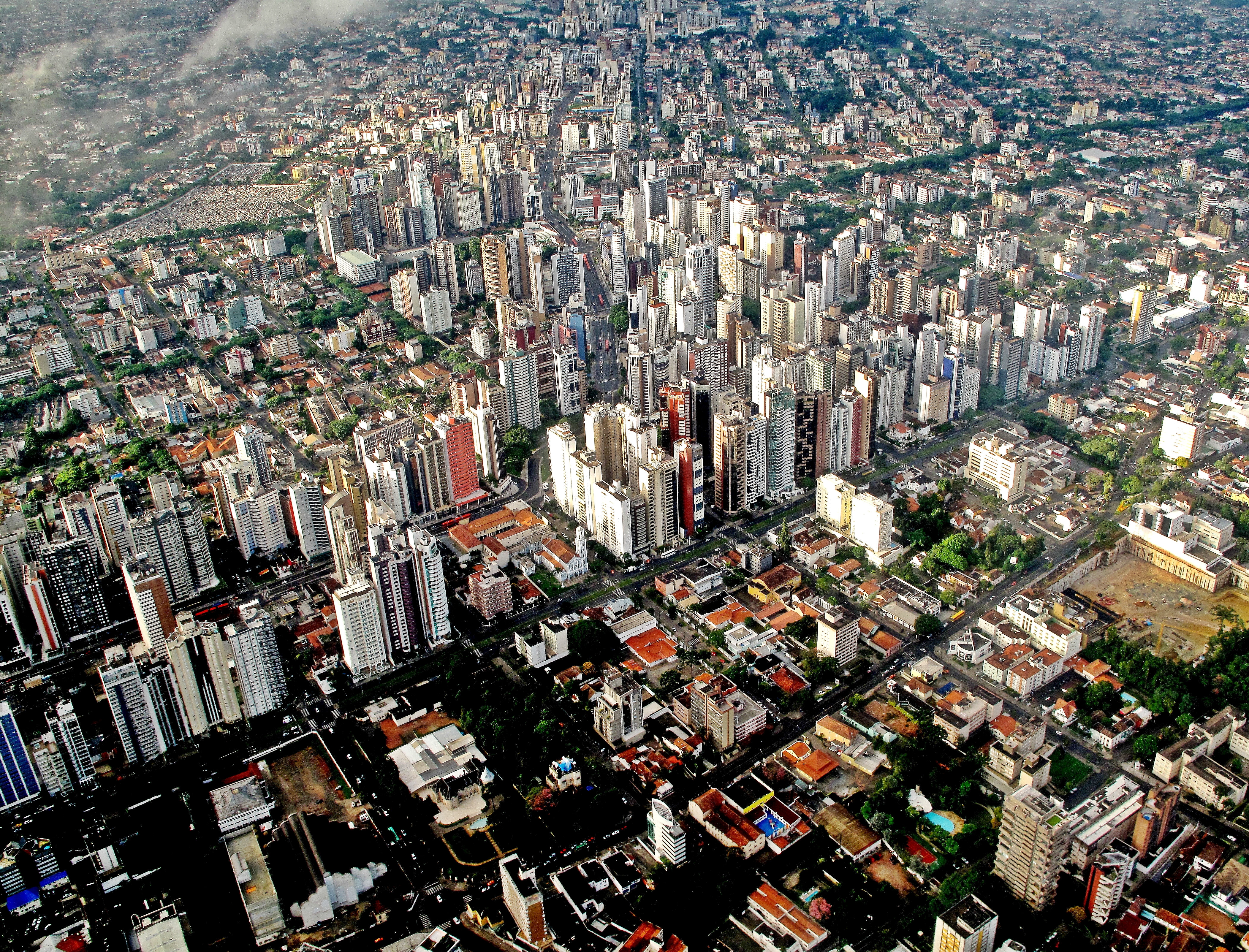
Curitiba também possui um clima temperado oceânico.

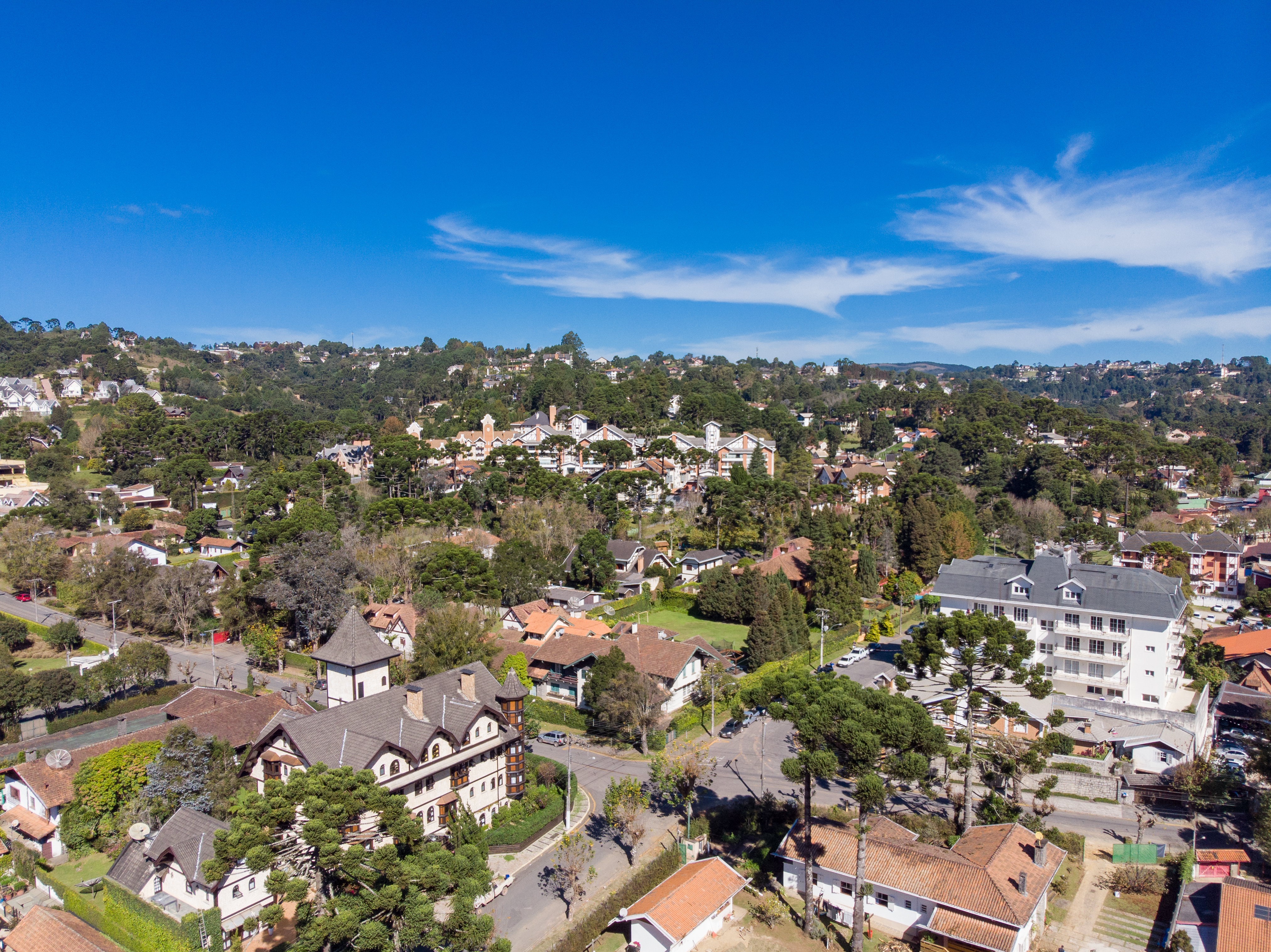
Campos do Jordão é outro exemplo de cidade com clima temperado oceânico.

### Clima oceânico −Cfb
| - Paris, França (Cfb) - Bordéus, França (Cfb) - Estocolmo, Suécia (Cfb) - Skagen, Dinamarca (Cfb) - Copenhague, Dinamarca (Cfb) - Caçador, Santa Catarina, Brasil (Cfb) - Cambará do Sul, Rio Grande do Sul, Brasil (Cfb) - Campos do Jordão, São Paulo, Brasil (Cfb) - Monte Verde, Camanducaia, Minas Gerais, Brasil (Cfb) - Caxias do Sul, Rio Grande do Sul, Brasil (Cfb) - Curitiba, Paraná, Brasil (Cfb) - Gramado, Rio Grande do Sul, Brasil (Cfb) - Ponta Grossa, Paraná, Brasil (Cfb) - Stavanger, Rogaland, Noruega (Cfb) - Bergen, Vestland, Noruega (Cfb) - Berlim, Alemanha (Cfb) - Munique, Baviera, Alemanha (Cfb) - Viena, Áustria (fronteira entre Cfb e Cfa) - Zurique, Suíça (Cfb) - Vaduz, Listenstaine (Cfb) - Londres, Inglaterra (Cfb) - Glasgow, Escócia (Cfb) - Cardife, País de Gales (Cfb) - Dublim, Irlanda (Cfb) - Bruxelas, Bélgica (Cfb) - Amsterdã, Países Baixos (Cfb) - Cidade de Luxemburgo, Luxemburgo (Cfb) - Ketchikan, Alasca, Estados Unidos (Cfb) - Port Elizabeth, África do Sul (Cfb) - Melbourne, Vitória, Austrália (Cfb) | - La Esperanza, Honduras (Cfb) - Bogotá, Colômbia (Cfb) - Quito, Equador (Cfb) - Constanza, República Dominicana (Cfb) - Cobán, Guatemala (fronteira entre Cfb e Cwa) - Hobart, Tasmânia, Austrália (Cfb) - Bathurst, Nova Gales do Sul, Austrália (Cfb) - Valdivia, Los Ríos, Chile (Cfb) - Orange, Nova Gales do Sul, Austrália (Cfb) - Mount Hagen, Papua-Nova Guiné (Cfb) - Wellington, Nova Zelândia (Cfb) - Prince Rupert, Colúmbia Britânica, Canadá (Cfb) - Vancouver, Colúmbia Britânica, Canadá (Cfb) - Andorra-a-Velha, Andorra (Cfb) - Ilha do Corvo, Açores, Portugal (Cfb) - Zagrebe, Croácia (Cfb) - Liubliana, Eslovênia (Cfb) - Zonguldaque, Turquia (Cfb) - Auckland, Ilha Norte, Nova Zelândia (Cfb) - Forks, Washington, Estados Unidos (Cfb) - Reiquiavique, Islândia (Cfc) - Tórshavn, Ilhas Faroe (Cfc) - Røst, Noruega (Cfc) - Auckland Islands, Nova Zelândia (Cfc) - Punta Arenas, Chile (Cfc) - Unalaska, Alasca, Estados Unidos (Cfc) - Mar del Plata, Argentina (Cfb) - Ponta Delgada, Açores, Portugal (Cfb) |

### Climas de altitude −Cwb
| - Da Lat, Vietnã (Cwb) - Shimla, Índia (Cwb) - Thimphu, Butão (Cwb) - Mokhotlong, Lesoto (Cwb) - Mbabane, Suazilândia (Cwb) - Nairóbi, Quênia (Cwb) - Baguio, Filipinas (Cwb) - Kunming, China (Cwb) - Cidade do México, México (Cwb) - Adis Abeba, Etiopia (Cwb) - Harare, Zimbabwe (Cwb) - Antananarivo, Madagascar (Cwb) - Joanesburgo, África do Sul (Cwb) | - Cusco, Peru (Cwb) - La Paz, Bolívia (fronteira entre Cwb e Cwc) - Salta, Argentina (Cwb) - Constanza, República Dominicana (Cwb) |

## Variantes

Distribuição dos climas de altitude no mundo.
(Cwb) Subtropical de altitude
(Cfb) Oceânico temperado

### Variante subtropical de altitude (Cfb, Cwb, Cwc)
A variante subtropical de altitude do clima oceânico existe em partes elevadas do mundo que estão dentro dos trópicos ou subtrópicos, embora seja normalmente encontrada em locais montanhosos em alguns países tropicais. Apesar da latitude, as altitudes mais altas dessas regiões tendem a compartilhar características com os climas oceânicos, embora possa experimentar um clima notavelmente mais seco durante a estação do inverno. Em locais fora dos trópicos, além da tendência de seca no inverno, os climas subtropicais de altitude tendem a ser essencialmente idênticos ao clima oceânico, com verões amenos e invernos notavelmente mais frios, além de, em alguns casos, alguma queda de neve. Nos trópicos, um clima subtropical de altitude tende a apresentar temperaturas de primavera o ano todo. As temperaturas permanecem relativamente constantes ao longo do ano e a queda de neve é raramente vista.
Áreas com esse clima apresentam médias mensais abaixo de 22 °C, mas acima de −3 °C (ou 0 °C) usando os padrões americanos. Pelo menos a temperatura média de um mês está abaixo de 18 °C. Sem sua elevação, muitas dessas regiões provavelmente apresentariam climas subtropicais úmidos ou tropicais.
Esse tipo de clima existe em partes do leste, sul e sudeste da África, interior da África Austral e porções elevadas da África Oriental até o norte de Moçambique e da África Ocidental e o sudoeste das terras altas de Angola. Também há esse tipo de clima nas áreas expostas do Alto Atlas, algumas áreas montanhosas do sul da Europa, seções montanhosas da América do Norte, incluindo partes dos Apalaches do sul, América Central e do Sul e nas partes mais altas dos estados de Minas Gerais, Rio Grande do Sul, Santa Catarina, Paraná e São Paulo, no Brasil, algumas áreas montanhosas do sudeste da Ásia, partes do Himalaia e partes do Sri Lanka.
Um tipo de clima semelhante a esse existe na região dos planaltos do norte e dos planaltos centrais de Nova Gales do Sul na Austrália, com distribuição de chuvas mais uniforme e com características do clima de Cfa. Eles também teriam uma alta variação de temperatura diurna e baixa umidade, devido à sua localização no interior e altitude relativamente alta.

### Variante temperada (Cfb)
Climas oceânicos temperados, também conhecidos como climas "marinho de inverno ameno" ou simplesmente climas oceânicos, são encontrados em latitudes médias. Eles são frequentemente encontrados na costa oeste dos continentes ou nas proximidades. Além de temperaturas moderadas durante o ano todo, uma das características é a ausência de uma estação seca. Exceto na parte ocidental da Europa, esse tipo de clima é limitado a estreitas faixas de ocorrências principalmente nas baixas latitudes e a leste dos continentes, onde aparece na forma de "arco" que acompanha as elevações, como planaltos nos subtrópicos. Aparece em ambos os hemisférios entre 35 e 60° de latitude em baixas altitudes entre as regiões de clima mediterrânico, climas continentais úmidos e subárticos, embora estes últimos também sejam agrupados em climas marinhos limitados pela borda leste das bacias oceânicas. Os ventos ocidentais amenizam as temperaturas, mesmo se houver uma participação parcial das correntes quentes do mar. Com o ar proveniente do oceano, predomina o tempo nublado, com precipitação constante, mesmo nos meses mais frios, e a temperatura é fortemente amena. Dependendo do continente, sua distribuição é maior devido à ausência de montanhas nas direções norte e sul. Sem uma camada profunda de neve e umidade suficiente durante todo o ano, a vegetação geralmente é sempre vista em condições normais. A vegetação é temperada com a presença de abetos, pinheiros e cedros. Bem como frutas, por exemplo: maçãs, peras e uvas.

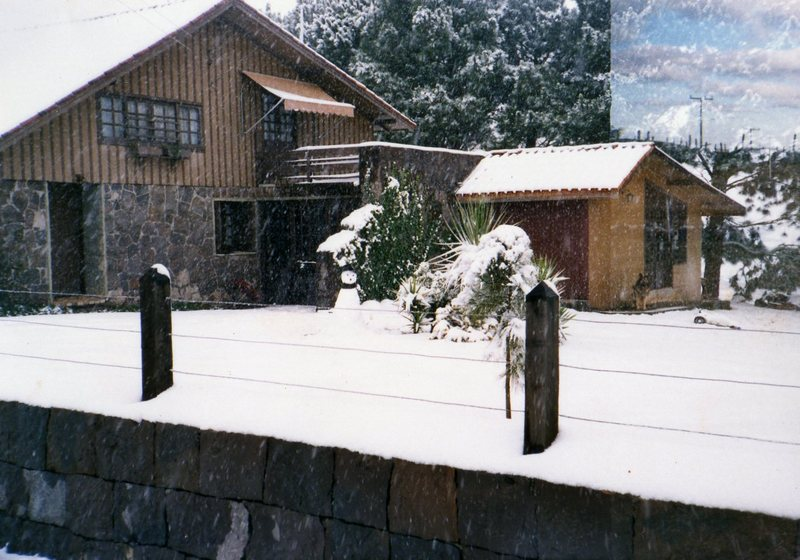
São Joaquim, Brasil

No mês mais quente, a temperatura média é inferior a 22 °C, e apresenta no mínimo quatro meses com temperaturas acima de 10 °C. A temperatura média do mês mais frio deve ser de −3 °C ou 0 °C (no leste dos Estados Unidos) para não se caracterizar como um clima continental em áreas interiores ou com menor influência do oceano adjacente. As variações médias de temperatura no ano estão entre 10 e 15 °C, com temperaturas médias anuais entre 7 °C e 13 °C, se não for um local montanhoso. Os valores da chuva podem variar de 50 cm a 10 vezes o valor mínimo pelo fator orográfico. É dominado por ciclones extratropicais, em que há locais onde os dias chuvosos excedem 150 dias por ano. Mas, contrariamente à crença popular, existem poucas tempestades, o que acontece é que as ocorrências de precipitação são em quantidades constantes. Outra característica do clima oceânico temperado é a visibilidade muito reduzida no inverno.
Os climas Cfb são predominantes nas partes centrais da Europa Ocidental, incluindo o norte da Espanha, o noroeste de Portugal, Bélgica, Grã-Bretanha, França, Irlanda e Holanda. Eles são o principal tipo de clima na Nova Zelândia e nos estados australianos da Tasmânia, Vitória e sudeste de Nova Gales do Sul. Na América do Norte, eles são encontrados principalmente em Washington, Oregon, Ilha de Vancouver e partes vizinhas da Colúmbia Britânica, bem como em muitas áreas costeiras do sudoeste do Alasca. Existem bolsões de Cfb na maioria dos países da América do Sul, incluindo muitas partes do sul do Chile, partes das províncias de Chubut, Santa Cruz e sudeste da província de Buenos Aires, na Argentina. Na Ásia Ocidental, pequenos bolsões são encontrados perto do nível do mar na costa do Mar Negro, no norte da Turquia e na Geórgia. Enquanto as zonas Cfb são raras na África, uma domina a costa do Cabo Oriental na África do Sul.

### Variedade subpolar (Cfc,Cwc)
Áreas com climas oceânicos subpolares apresentam um clima oceânico, mas geralmente localizam-se mais perto de regiões polares ou em altitudes mais altas. Como resultado de sua localização, essas regiões tendem a estar no extremo frio dos climas oceânicos. A queda de neve tende a ser mais comum aqui do que em outros climas oceânicos. Climas oceânicos subpolares são menos propensos a extremos de temperatura que climas subárticos ou continentais, apresentando invernos mais amenos que esses climas. Os climas oceânicos subpolares apresentam apenas de um a três meses de temperaturas médias mensais que estão pelo menos 10 °C. Como nos climas oceânicos, nenhuma de suas temperaturas mensais médias cai para abaixo de −3,0 °C  ou 0 °C (dependendo da isotérmica usada). Normalmente, essas áreas no mês mais quente experimentam temperaturas máximas diurnas abaixo de 17 °C, enquanto o mês mais frio apresenta elevações próximas ou ligeiramente acima do congelamento e baixas logo abaixo do congelamento.

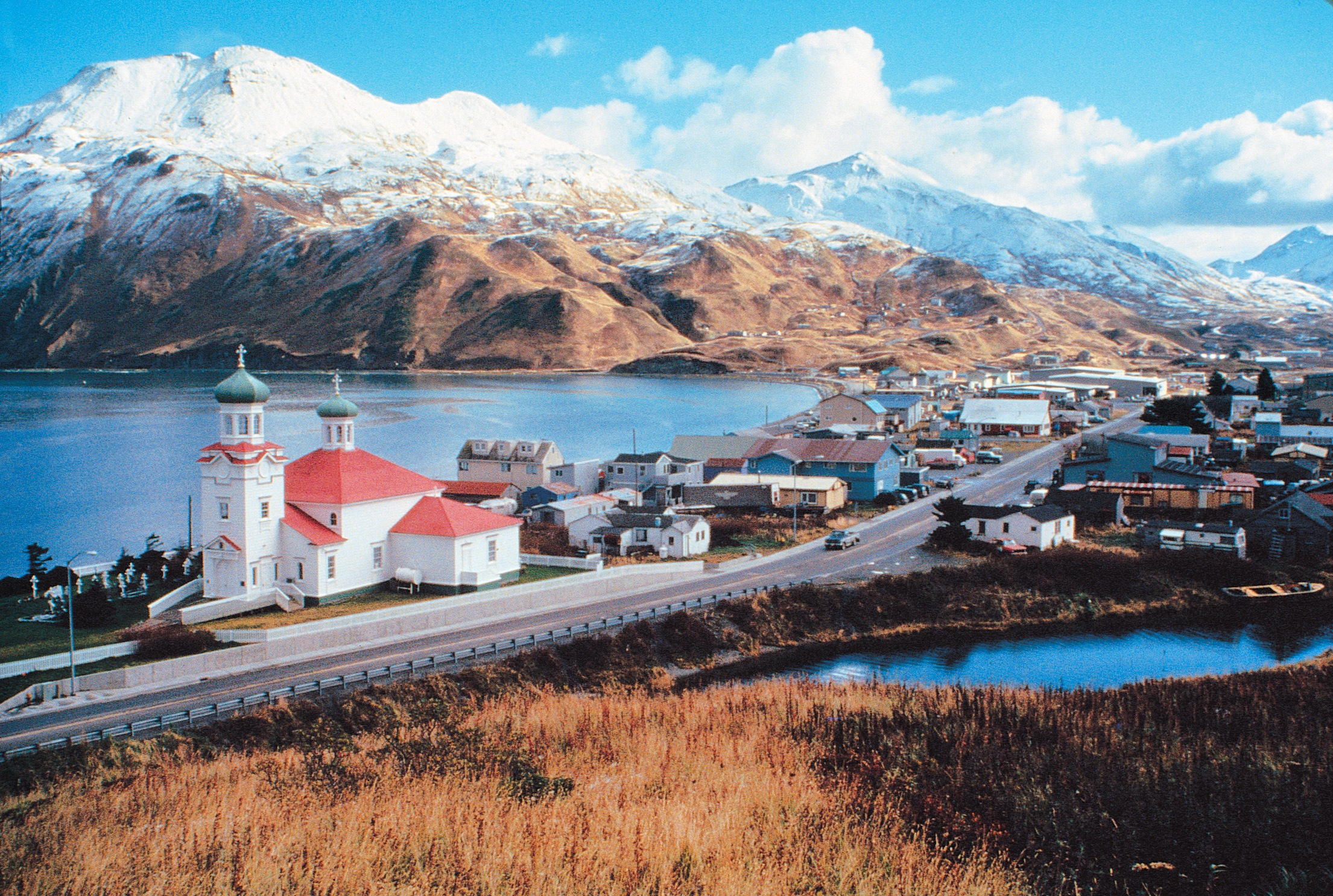
Unalaska é um exemplo de cidade com clima ocêanico subpolar (Cfc).

Normalmente, possui uma designação Cfc, embora áreas muito pequenas em Yunnan na província chinesa de Sichuan e partes da Argentina e Bolívia tenham verões suficientemente curtos para que o clima seja designado como do tipo Cwc, com menos de quatro meses acima de 10 °C. El Alto, na Bolívia, é uma das poucas cidades confirmadas que apresenta essa rara variação do clima oceânico subpolar. A variação mais quente de verão/inverno frio desse tipo de clima também é conhecida como "clima marítimo continental", pois muitas vezes tem mais em comum com climas continentais do que com tundra, um ótimo exemplo disso seria Bodø, na Noruega, que como nas proximidades, Harstad tem invernos moderadamente frios e com neve e verões de amenos a quentes, o que faz com que seja uma versão fresca do verão de um clima de quatro estações. Os cumes das montanhas da Escócia, tanto a Ilha Norte quanto a Ilha Sul da Nova Zelândia, Panhandle do Alasca, Ilha de Vancouver no Canadá, Tasmânia, Terra do Fogo e Patagônia experimentam a variedade subpolar, o que significa que eles têm verões que podem ser de moderados a frios, e invernos com neve.
Esta variante do clima oceânico é encontrada em partes do litoral da Islândia, Ilhas Faroe, partes da Escócia, áreas costeiras do noroeste da Noruega, como Lofoten e atingindo a latitude de 70° N em algumas ilhas, planaltos próximos à costa do sudoeste da Noruega, o Aleutian nas Ilhas do Alasca e partes do norte do Panhandle do Alasca, o extremo sul do Chile e Argentina, e algumas áreas montanhosas da Tasmânia, e os Alpes australianos do sul. Esse tipo de clima é encontrado nas partes mais remotas do Planalto de Papuan, na Indonésia. A classificação usada para esta variente é Cfc. Na maioria das áreas marinhas afetadas por esse regime, temperaturas acima de 20 °C são eventos climáticos extremos, mesmo no meio do verão. Temperaturas acima de 30 °C já foram registradas em raras ocasiões em algumas áreas desse clima, e no inverno temperaturas abaixo de −20 °C raramente já foram registradas em algumas áreas.